# Saint-Maurice (Dolny Ren)
Saint-Maurice (niem. Sankt Moritz) – miejscowość i gmina we Francji, w regionie Grand Est, w departamencie Dolny Ren.
Według danych na rok 1990 gminę zamieszkiwało 309 osób, a gęstość zaludnienia wynosiła 221 osób/km² (wśród 903 gmin Alzacji Saint-Maurice plasuje się na 587. miejscu pod względem liczby ludności, natomiast pod względem powierzchni na miejscu 693.).